# Troy Kotsur
Troy Michael Kotsur, född 24 juli 1968, är en amerikansk skådespelare. Hans biroll i filmen CODA (2021) gav honom Oscar för bästa manliga biroll, BAFTA Award för bästa manliga biroll, Screen Actors Guild Award och Critics' Choice Movie Award. Han är den första döva skådespelaren att vinna de tre sistnämnda utmärkelserna, och den första döve mannen och den andra döva skådespelaren totalt att vinna de förra.